# Rotació estel·lar

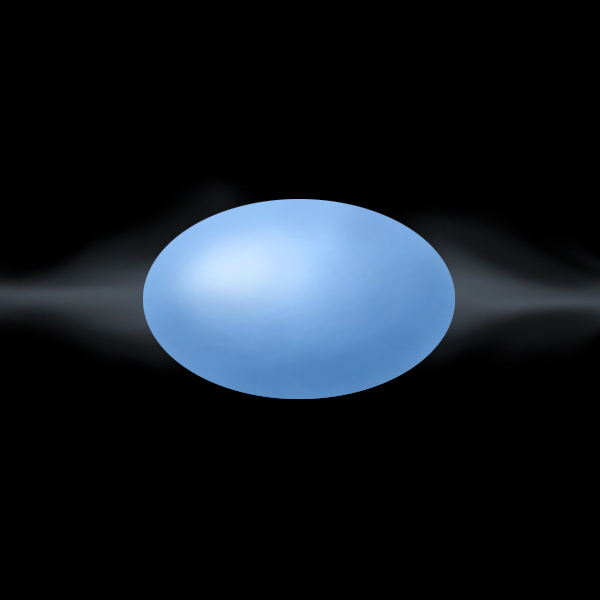
Aquesta il·lustració mostra l'aparença aplatada pels pols de l'estrela Achernar causada per la seva ràpida rotació.

La rotació estel·lar és el moviment angular d'una estrella sobre el seu eix. La velocitat de rotació pot ser mesurada a partir de l'espectre de l'estrella, o cronometrant els moviments d'elements actius en la superfície.
La rotació d'una estrella produeix una protuberància equatorial a causa de la força centrífuga. Com que les estrelles no són cossos sòlids, també poden estar sotmeses a la rotació diferencial. Així, l'equador de l'estrella pot girar a una diferent velocitat angular que les latituds més altes. Aquestes diferències en la velocitat de rotació dins d'una estrella poden tenir un paper important en la generació d'un camp magnètic estel·lar.
El camp magnètic d'una estrella interacciona amb el vent estel·lar. Com que el vent s'allunya de l'estrella la seva taxa de velocitat angular disminueix. El camp magnètic de l'estrella interacciona amb el vent, la qual cosa suposa un fre a la rotació estel·lar. Com a resultat, el moment angular es transfereix de l'estrella el vent, i amb el temps disminueix a poc a poc la velocitat de rotació de l'estrella.

## Mesura
Llevat que una estrella estigui sent observada des de la línia de l'eix del seu pol, les seccions de la superfície tenen una certa quantitat de moviment apropant-se o allunyant-se de l'observador. El component de moviment que està en la direcció de l'observador es denomina velocitat radial. Per a la porció de la superfície amb un component de la velocitat radial cap a l'observador, la radiació es desplaça a una major freqüència a causa de desplaçament Doppler. De la mateixa manera, la regió que té un component que s'allunya de l'observador es desplaça a una freqüència menor. Quan s'observen les línies d'absorció d'una estrella, aquests canvis cap a cada extrem de l'espectre causen una amplificació de la línia espectral. No obstant això, aquesta amplificació ha de ser curosament separada d'altres efectes que poden incrementar l'ample de la línia.

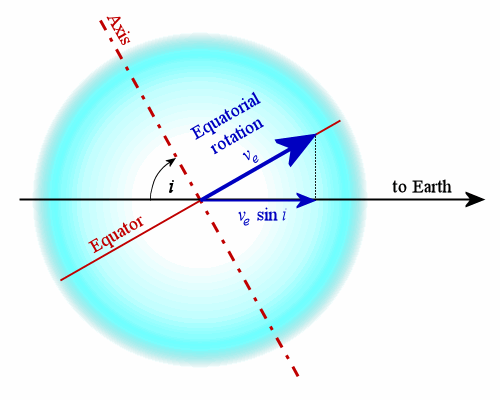
Aquesta estrella té una inclinació i respecte a la visual d'un observador sobre la Terra i a velocitat rotacional v_{e} a l'equador.

La component de la velocitat radial observada a través de l'ampliació de la línia depèn de la inclinació del pol de l'estrella respecte a la línia de visió. El valor obtingut es dona com a {\displaystyle v_{e}\cdot \sin i}, és la velocitat de rotació a l'equador mentre i és la inclinació. No obstant això, no sempre es coneix el valor de la variable i, per la qual cosa el resultat dona un valor mínim de la velocitat de rotació de l'estrella. És a dir, si no és un angle recte, llavors la velocitat real és més gran que {\displaystyle v_{e}\cdot \sin i}. Aquest valor és esmentat a vegades com la velocitat de rotació projectada.
A les estrelles gegants, la microturbulència atmosfèrica pot donar lloc a l'ampliació de la línia que és molt més gran que pels efectes de la rotació, ofegant, de fet, el senyal. De totes maneres, es pot emprar un enfocament alternatiu què faci ús de microlents gravitatòries. Això passa quan un objecte massiu passa per davant de l'estrella més llunyana i funciona breument com una lent que augmenta la imatge. La informació més detallada recopilada per aquest mitjà permet que els efectes de la microturbulència es distingeixin de la rotació.
Si una estrella mostra activitat magnètica a la seva superfície, com a taques estel·lars, llavors, aquestes característiques poden ser rastrejades per estimar la taxa de rotació. No obstant això, aquestes característiques es poden formar en llocs diferents de l'equador i poden migrar augmentant la seva latitud al llarg del seu cicle de vida, la rotació de manera diferencial d'una estrella pot produir variacions de les mesures. L'activitat magnètica estel·lar és sovint associada amb la rotació ràpida i, per tant, aquesta tècnica pot ser utilitzada per a la mesura d'aquestes estrelles. L'observació de taques estel·lars ha demostrat que aquestes característiques poden realment fer variar la velocitat de rotació d'una estrella, ja que els camps magnètics modifiquen el flux dels gasos dins l'estrella.

## Efectes físics

### Protuberància equatorial
La gravetat tendeix a contraure els cossos celestes en una esfera perfecta, la forma en què tota la massa està tan a prop del centre de gravetat com és possible. No obstant això, una estrella en rotació no és de forma esfèrica, doncs té una protuberància equatorial.
Com que un disc proto-estel·lar es contreu per formar una estrella la seva forma es torna més i més esfèrica, però la contracció no es produeix sempre cap a una esfera perfecta. Als pols actua tota la gravetat per augmentar la contracció, però a l'equador la gravetat efectiva es veu reduïda per la força centrífuga. La forma final de l'estrella després de la formació estel·lar està en una forma d'equilibri, en el sentit que la gravetat efectiva en la regió equatorial (que va disminuint) no porta a l'estrella a una forma més esfèrica. La rotació també dona lloc a l'enfosquiment gravitatori a l'equador, com es descriu en el teorema de von Zeipel.
Un exemple extrem d'una protuberància equatorial es troba en l'estrella Regulus A (α Leonis A). L'equador d'aquesta estrella té una velocitat de rotació mesurada de 317 ± 3 km /s. Això correspon a un període de rotació de 15,9 hores, el que és del 86% de la velocitat a la que l'estrella es trencaria. El radi equatorial d'aquesta estrella és 32% més gran que el radi polar. Altres estrelles de rotació ràpida són Alpha Arae, Vega i Achernar.
La velocitat de desintegració d'una estrella és una expressió que s'utilitza per descriure el cas en què la força centrífuga en l'equador és igual a la força gravitacional. Per ser estable una estrella la velocitat de rotació ha de ser inferior a aquest valor.

### Rotació diferencial
La rotació diferencial superficial s'observa en les estrelles com el Sol quan la velocitat angular varia amb la latitud. Normalment, la velocitat angular disminueix en augmentar la latitud. No obstant això, l'invers també s'ha observat, com a l'estrella designada com a HD 31993.) La primera d'aquestes estrelles, excepte el Sol, on la seva rotació diferencial s'ha cartografiat detalladament és AB Doradus.

El mecanisme subjacent que causa la rotació diferencial és la convecció turbulenta dins d'una estrella. El moviment convectiu porta l'energia cap a la superfície a través del moviment de masses de plasma. Aquestes masses de plasma porten una porció del moment angular de l'estrella. Quan es produeix una turbulència per cisalla i rotació, el moment angular pot arribar a ser redistribuït a través del flux meridional a diferents latituds.
Les interfícies entre les regions amb marcades diferències en la rotació es creu que són els llocs eficients on es donen processos de dinamo que generen el camp magnètic solar. També hi ha una complexa interacció entre la distribució de la rotació de l'estrella i el seu camp magnètic, amb la conversió d'energia magnètica en energia cinètica modificant la distribució de la velocitat.

## Frenada de la rotació
Es creu que les estrelles es formen com a resultat del col·lapse d'un núvol de baixa temperatura de gas i pols. A mesura que el núvol col·lapsa, la conservació del moment angular fa que qualsevol petita rotació neta del núvol augmenti, forçant al material a formar un disc giratori. En el dens centre d'aquest disc es forma una protoestel, que guanya calor de l'energia gravitacional del col·lapse.
A mesura que el col·lapse continua, la taxa de rotació pot augmentar fins al punt en què l'acreció del protoestel es pot trencar a causa de la força centrípeta a l'equador. Així, la taxa de rotació ha de ser frenada durant els primers 100.000 anys per evitar aquesta situació. Una possible explicació per a la frenada és la interacció del camp magnètic del protoestel amb el vent estel·lar. El vent en expansió s'emporta el moment angular i alenteix la velocitat de rotació del protoestel que està col·lapsant.
| Classe estel·lar | ve (km/s) |
| ---------------- | --------- |
| O5               | 190       |
| B0               | 200       |
| B5               | 210       |
| A0               | 190       |
| A5               | 160       |
| F0               | 95        |
| F5               | 25        |
| G0               | 12        |

La majoria d'estrelles de la seqüència principal amb una classe espectral entre O5 i F5 es caracteritzen per rotar ràpidament. Per a les estrelles en aquest rang, la velocitat de rotació mesurada augmenta amb la massa. Aquest augment de la rotació es fa més gran entre les joves, estrelles massives de la classe B. Com que l'expectativa de vida d'una estrella disminueix en augmentar la massa, això pot ser explicat com una disminució de la velocitat de rotació amb l'edat.
Per estrelles de la seqüència principal, la disminució de la rotació es pot expressar aproximadament segons una relació matemàtica:
{\displaystyle v_{e}\propto t^{-{\frac {1}{2}}}}
on ve és la velocitat angular a l'equador i t és l'edat de l'estel. Aquesta relació s'anomena llei de Skumanich pel seu descobridor Andrew P. Skumanich qui ho va fer l'any 1972. La girocronologia és la determinació de l'edat de les estrelles basada en la velocitat de la seva rotació.
Les estrelles perden massa lentament per l'emissió d'un vent estel·lar de la fotosfera. El camp magnètic de l'estrella exerceix un parell de forces sobre la matèria expulsada, la qual cosa resulta en una transferència constant de moment angular cap a fora des de l'estrella. Les estrelles amb una taxa de rotació de més de 15 km/s també presenten una pèrdua de massa més ràpida, i en conseqüència una major baixada de la velocitat de rotació. Llavors com que la rotació l'estrella és més lenta a causa de la frenada, hi ha una disminució en la taxa de pèrdua de moment angular. En aquestes condicions, les estrelles gradualment es van apropant, però mai arriben, a una condició de rotació zero.

## Sistemes binaris compactes
Una binària compacte es produeix quan dues estrelles orbiten una voltant l'altra amb una separació mitjana que és del mateix ordre de magnitud que els seus diàmetres. En aquestes distàncies, es poden produir les interaccions més complexes, com ara efectes de marea, la transferència de massa i àdhuc col·lisions. Les interaccions de marea en un sistema binari compacte poden donar lloc a la modificació dels paràmetres orbitals i de rotació. El moment angular total del sistema es conserva, però el moment angular es pot transferir entre els períodes orbitals i les velocitats de rotació.
Cada un dels membres d'un sistema binari compacte eleven les marees de l'estrella companya a través de la interacció gravitacional. No obstant això, les protuberàncies poden estar lleugerament desalineades respecte a la direcció de l'atracció gravitatòria. D'aquesta manera, la força de la gravetat produeix un component de torsió sobre la protuberància, que dona origen a una transferència de moment angular. Això fa que el sistema evolucioni de manera constant, encara que pot acostar-se a un equilibri estable. L'efecte pot ser més complex en els casos en què l'eix de rotació no és perpendicular al pla orbital.
En el cas de binàries en contacte o poc separades, la transferència de massa d'una estrella a la seva companya també pot donar lloc a una transferència significativa del moment angular. El company d'acreció pot girar fins al punt que arriba a la seva velocitat de rotació crítica i comença a perdre massa al llarg de l'equador.

## Estrelles degenerades
Després que una estrella ha esgotat l'energia que pot produir per mitjà de la fusió termonuclear, es torna més compacta, en un estat degenerat. Durant aquest procés les dimensions de l'estrella es redueixen significativament, la qual cosa pot resultar en el corresponent augment de la velocitat angular.

### Nanes blanques
Una nana blanca és una estrella que es compon de material que és el producte de la fusió termonuclear durant la primera part de la seva vida, però no té massa abastament per cremar els elements més pesants. És un cos compacte que suporta un efecte de la mecànica quàntica que es coneix com a pressió de degeneració dels electrons que no permet que l'estrella es col·lapsi encara més. Generalment la majoria de les nanes blanques tenen una baixa velocitat de rotació, probablement com a resultat de la frenada de rotació o pel vessament de moment angular, quan l'estrella progenitora perd el seu embolcall exterior. (Vegeu nebulosa planetària.)
Una nana blanca de rotació lenta no pot excedir el límit de Chandrasekhar d'1,44 masses solars sense col·lapsar per formar una estrella de neutrons o explotar com una supernova del tipus Ia. Una vegada que la nana blanca arriba a aquesta massa, sigui per acreció o sigui per de col·lisió, la força gravitatòria seria superior a la pressió exercida pels electrons. Si la nana blanca està girant ràpidament, però, la gravetat efectiva disminueix a la regió equatorial, això permet la nana blanca superar el límit de Chandrasekhar. Aquesta ràpida rotació pot produir-se, per exemple, com a resultat de l'acreció de massa que resulta en una transferència de moment angular.

### Estrella de neutrons

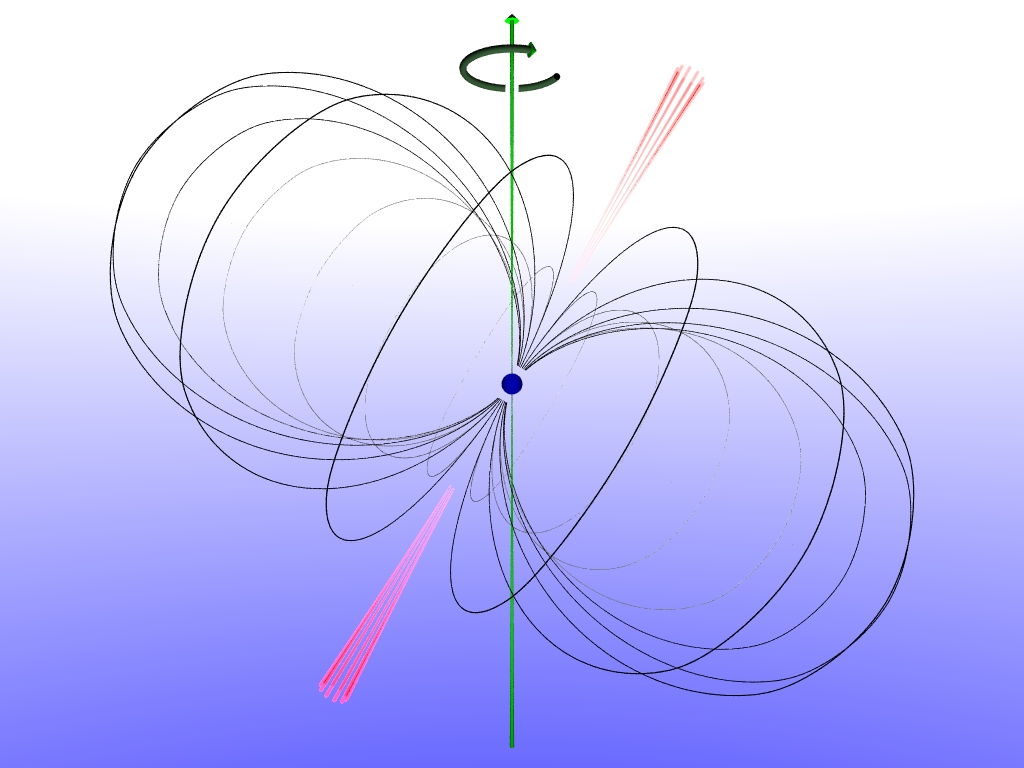
L'estrella de neutrons (en el centre) emet un feix de radiació des dels seus pols magnètics. Els senyals són transmesos seguint una superfície cònica voltant l'eix de rotació.

Una estrella de neutrons és un romanent d'alta densitat d'una estrella que està compost principalment de neutrons, una partícula que es troba en la majoria dels nuclis atòmics i no té càrrega elèctrica neta. La massa d'una estrella de neutrons està en el rang de massa d'1,35-2,1 vegades la del sol. Com a resultat del col·lapse, una estrella de neutrons de nova formació pot tenir una taxa molt ràpida de la rotació, per l'ordre de milers de rotacions per segon.
Els púlsars són estrelles de neutrons en rotació que tenen un camp magnètic. Des dels pols dels púlsars en rotació s'emet un feix estret de radiació electromagnètica. Si el raig apunta en la direcció del Sistema Solar llavors el púlsar produirà un pols periòdic que es pot detectar des de la Terra. L'energia radiada pel camp magnètic retarda gradualment la velocitat de rotació, per la qual cosa en els púlsars antics poden transcórrer uns quants segons entre dos polsos.

### Forats negres
Un forat negre és un objecte amb un camp gravitatori que és prou poderós com per evitar que la llum s'escapi. Quan es forma pel col·lapse d'una massa en rotació, conserva tot el moment angular que no s'elimina en forma de gas expulsat. Aquesta rotació fa que l'espai dins d'un volum en forma d'un esferoide aplanat, anomenat la "ergosfera", per ser arrossegat voltant el forat negre. La massa que cau en aquest volum guanya energia en aquest procés i una part de la massa pot ser expulsada sense caure en el forat negre. Quan la massa és expulsada, el forat negre perd el moment angular (el "procés de Penrose"). La velocitat de rotació mesurada d'un forat negre abasta el 98,7% de la velocitat de la llum.